# Evangelos Gerakeris
Evangelos Gerakakis (in greco Ευάγγελος Γερακάκης; Calcide, 1871 – Atene, 1913) è stato un maratoneta greco.

## Biografia
Partecipò alle gare di atletica leggera delle prime Olimpiadi moderne che si svolsero ad Atene nel 1896, nella maratona, dove arrivò settimo.

## Palmarès
| Anno | Manifestazione  | Sede  | Evento   | Risultato | Prestazione | Note |
| ---- | --------------- | ----- | -------- | --------- | ----------- | ---- |
| 1896 | Giochi olimpici | Atene | Maratona | 7º        | n/d         |      |